# Солунин, Василий Петрович
Василий Петрович Солу́нин (1886—1919) — русский революционер, большевик.

## Биография
Родился в крестьянской семье. Работал мастером-краснодеревщиком в столярной мастерской Санкт-Петербурга. С 1916 года работал столяром в депо на станции Сорокская Мурманской железной дороги.
В июне 1917 года избран председателем Сорокского районного профсоюзного комитета железнодорожников, а в июле 1917 года организовал большевистскую ячейку в Сороке. 10 сентября 1917 года избран председателем Сорокского Совета рабочих и солдатских депутатов.
В апреле 1918 года красногвардейский отряд под командованием Солунина участвовал в боях с белофиннами при обороне Кеми. В июле 1918 года Солунин руководил эвакуацией подвижного железнодорожного состава со станции Сорокская в Петрозаводск при наступлении белофинских войск. В июле 1918 года был назначен комендантом станции Петрозаводск.
В ноябре 1918 года назначен политическим комиссаром на Александровский завод, организатор ремонта железнодорожных составов и бронепоездов и создания заводских артелей по добыче рыбы для снабжения рабочих семей.
В 1919 году отряд под командованием Солунина обеспечивал оборону станции Сегежа от интервентов. 20 февраля 1919 года в бою у станции Майгуба, командуя группой прикрытия, обеспечивающей выход отряда из окружения, Солунин был ранен, взят в плен и расстрелян.

## Память

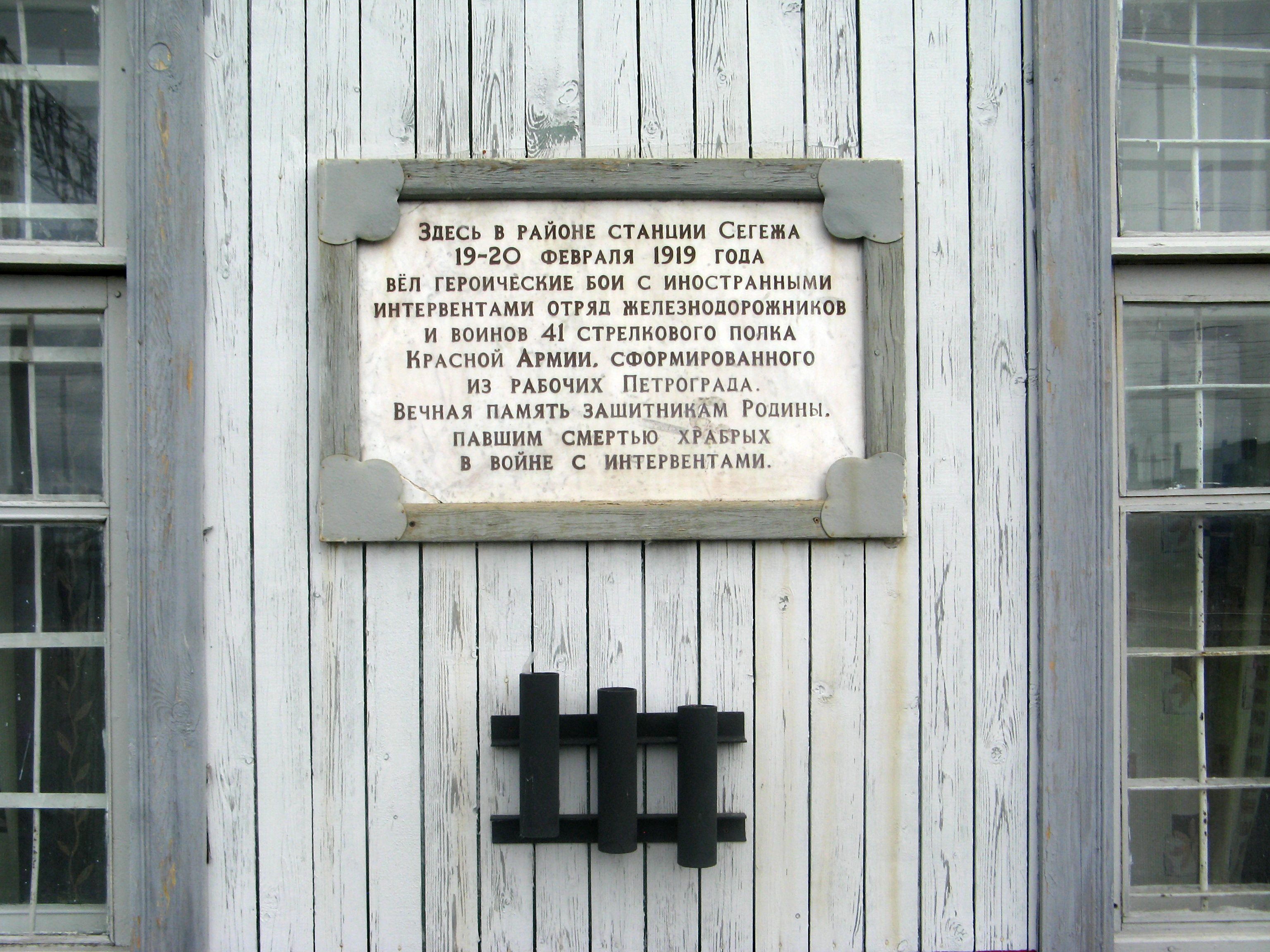
Мемориальная табличка на здании старого вокзала в Сегеже

- В 1930-е годы именем Солунина был назван рабочий посёлок лесопильщиков (ныне территория Южного микрорайона Беломорска).
- Улицы в Беломорске, Сегеже и Медвежьегорске носят имя Василия Солунина.
- В историческом центре Беломорска (остров Сорока) 28 сентября 1958 года на средства жителей Беломорского района был открыт памятник В. П. Солунину.
- В городе Сегежа на здании вокзала установлена мемориальная доска его памяти[1]